# Utricularia andongensis
Utricularia andongensis — вид рослин із родини пухирникових (Lentibulariaceae).

## Біоморфологічна характеристика
Наземна трава. Ризоїди та столони капілярні, небагато. Листків 3–6, лінійні, 3-жилкові, до 6 см завдовжки й 1.5–5 мм ушир. Пастки нечисленні, кулясті, з короткими ніжками, залозисті, 0.8–1.1 мм завдовжки; верхня губа з 2 шилоподібними придатками. Суцвіття прямовисне чи рідко скручене, 2–15(20) см; квіток 1–8. Частки чашечки широко-яйцюваті, 1.5–2.5 мм завдовжки в період цвітіння, при плодах стають більшими, злегка нерівні. Віночок жовтий, 4–10 мм завдовжки; верхня губа вузько довгаста, верхівка закруглена, усічена чи вирізана; нижня губа кругла, верхівка ціла, вирізана чи нечітко 3-зірчаста; шпора конічно-шилоподібна, гостра, вигнута. Коробочка широко довгаста. Насіння нечисленне, яйцеподібне, борозенчасте, 0.4–0.6 мм завдовжки.

## Поширення
Вид поширений у тропічній Африці (Ангола, Камерун, Центральноафриканська Республіка, ДР Конго, Габон, Гвінея, Ліберія, Нігерія, Сьєрра-Леоне, Південний Судан, Танзанія, Того, Уганда, Замбія).

## Спосіб життя
Населяє постійно вологі ділянки, такі як вологі скелі на лугах, біля струмків і водоспадів, а також болота й болотисті місцевості; на висотах від 240 до 1800 метрів.